# Wrong Planet
Wrong Planet (wrongplanet.net) – serwis społecznościowy skierowany do osób z zaburzeniami o podłożu neurologicznym, takimi jak autyzm, zespół Aspergera i ADHD.
Serwis oferuje forum dyskusyjne, sekcję z artykułami i samouczkami, możliwość prowadzenia pogawędek czy też pisania blogów.
Platforma została uruchomiona w 2004 roku. Jej założycielami są Alex Plank i Dan Grover.
W ciągu miesiąca serwis Wrong Planet odnotowuje ok. 100 tys. odwiedzin (stan na 2020 rok).